# Cap Gracias a Dios
Cap Gracias a Dios és un cap localitzat al centre de la costa est d'Amèrica central, en el que s'anomena la Costa de les Mosquitos i La Mosquitia. Se situa a prop del Riu Coco al Mar Carib i delimita la frontera de la Regió Autònoma de l'Atlàntic Nord a Nicaragua i del departament hondureny igualment conegut amb el nom de Gracias a Dios.
La localització és considerada que delimita les fronteres Hondures - Nicaragua i va ser feta pel rei Alfons XIII d'Espanya l'any 1906, i va ser confirmada per la Tribunal Internacional de Justícia l'any 1960. Se situa precisament a 14°59'08"N, 83°08'09"W.
El lloc hauria estat aparentment batejat per Cristòfor Colom en el seu últim viatge l'any 1502 quan una molt forta tempesta va aparèixer sobtadament.